# میلتون ویرا
میلتون ویرا (اسپانیایی: Milton Viera‎؛ زادهٔ ۱۱ مهٔ ۱۹۴۶) بازیکن فوتبال اهل اروگوئه بود.
از باشگاه‌هایی که در آن بازی کرده‌است می‌توان به باشگاه فوتبال پنیارول، باشگاه فوتبال ناسیونال (اروگوئه)، باشگاه فوتبال بوکا جونیورز، باشگاه فوتبال المپیاکوس، و باشگاه فوتبال آ. ا. ک آتن اشاره کرد.
وی همچنین در تیم ملی فوتبال اروگوئه بازی کرده‌است.